# Domenic Redl

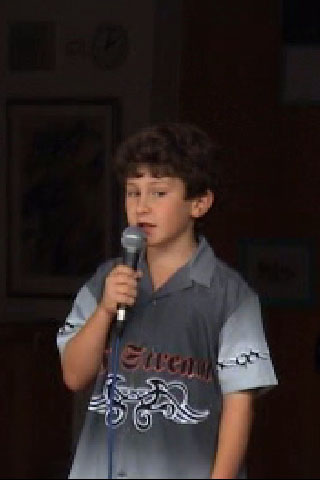
Domenic Redl singt auf einem Münchner Sommerfest (2005)

Domenic Vinzenz Nikolaus Redl (* 21. September 1995 in München) ist ein deutscher Synchronsprecher.

## Leben und Wirken
Domenic Redl wurde 2003/2004 als Synchronstimme der Rolle des Clownfisches „Nemo“ in dem Disney/Pixar-Film Findet Nemo bekannt. Eine weitere Synchronsprecher-Hauptrolle von ihm war „Urmel“ in dem Film Urmel aus dem Eis.
Zum Synchronsprechen kam er über seine Mutter Madeleine Stolze, ebenfalls Synchronsprecherin, die bereits mit sieben Jahren die „Lucy“ in Charlie Brown sprach. Sein Vater ist der Komponist Claus W. Redl.
Redl war auch als Schauspieler in der Comedy-Serie Tramitz and Friends (mit Christian Tramitz bei ProSieben) tätig. Er hat an der Filmhochschule in Vancouver, Kanada, studiert.

## Synchronsprecher (Auswahl)

### Filme
- 2003: Das Dschungelbuch 2 … Connor Funk als Ranjan
- 2003: Der Kindergarten Daddy … Khamani Griffin als Ben
- 2003: Peter Pan … Freddie Popplewell als Michael
- 2003: Findet Nemo … Alexander Gould als Nemo
- 2005: Die Legende des Zorro … Adrian Alonso als Joaquin de la Vega
- 2005: Pokémon Mystery Dungeon … Tomoe Hanba als Pikachu
- 2006: Urmel aus dem Eis … als Urmel
- 2009: Prinzessin Lillifee … als Pechfee
- 2009: (Traum)Job gesucht … Bobby Coleman als Hunter Malby
- 2016: Findet Dorie … Alexander Gould als Carl

### Serien
- 2011–2014/2017: Game of Thrones … Ben Hawkey als Heiße Pastete
- 2016: Code Black … Cameron Boyce als Brody
- seit 2016: Beat Bugs … Ashleigh Ball als Jay
- 2017: The Son … Jacob Lofland als Eli McCullough (jung)
- 2017–2018: Soy Luna … Gabriel Epstein als Pablo

## Hörspiele
- 2003: Findet Nemo … Nemo

## Videospiel
- 2003: Findet Nemo – Abenteuer unter Wasser … Nemo